# بيدرو إل. ألونسو
بيدرو إل. ألونسو (بالإسبانية: Pedro L. Alonso)‏ هو طبيب إسباني، ولد في 18 مارس 1959.